# Бърдуче
Бърдуче или още Бардакчии е историческо село, намиращо се между градовете Доспат и Сърница.
В селото имало махала на юруци. Над селото има останки от крепост. Построяването на язовир Доспат и завиряването му налага евакуиране на населението в село Шабанлиите, което с Указ № 1521/обн. 24 октомври 1975 е преименувано на Сърница, като включва бившите села Орлино, Петелци и Крушата. И до днес на мястото на селото край брега на язовира има постройки, които се използват.